# Сикася
Сикася́ (также Сиказя́, Сиказа́; баш. Һикәҙе) — река в Ишимбайском районе Башкортостана, правый приток Зигана. Длина реки — 46 км. Площадь водосборного бассейна — 253 км².
Берёт начало на западном склоне хребта Алатау на высоте около 570 метров. Протекает с северо-востока на юго-запад, у горы Шемяк меняет направление течения на южное, у устья Каранъелги — на северное, от села Макарово течёт на запад по территории Ишимбайского района и впадает в реку Зиган в 60 км от её устья. Возле её русла проходит участок автодороги Стерлитамак−Магнитогорск (Р316).
Ландшафты представлены широколиственными лесами на серых лесных почвах. В долине реки находятся пещера Девичья, Салавата Юлаева, Караултау, урочища Кызылташ и Селтерби-Уртаташ.
На реке расположено село Макарово Ишимбайского района Башкортостана.

## Этимология
Название происходит от башкирского «һитә»- перга, цветень, хлебина, с добавлением аффикса -ҙе (-ҙе, -ле в значении «где есть», «имеющий»).

## Притоки
Список притоков: Баталалма, Зереклеелга, Каранъелга, Карсыгаелга, Каскынъелга, Красная, Кукраук (Кук-Караук), Саукаюрт, Суалган, Уръякялак.
При впадении Кукраука образуется одноимённый водопад.

## Туристические достопримечательности

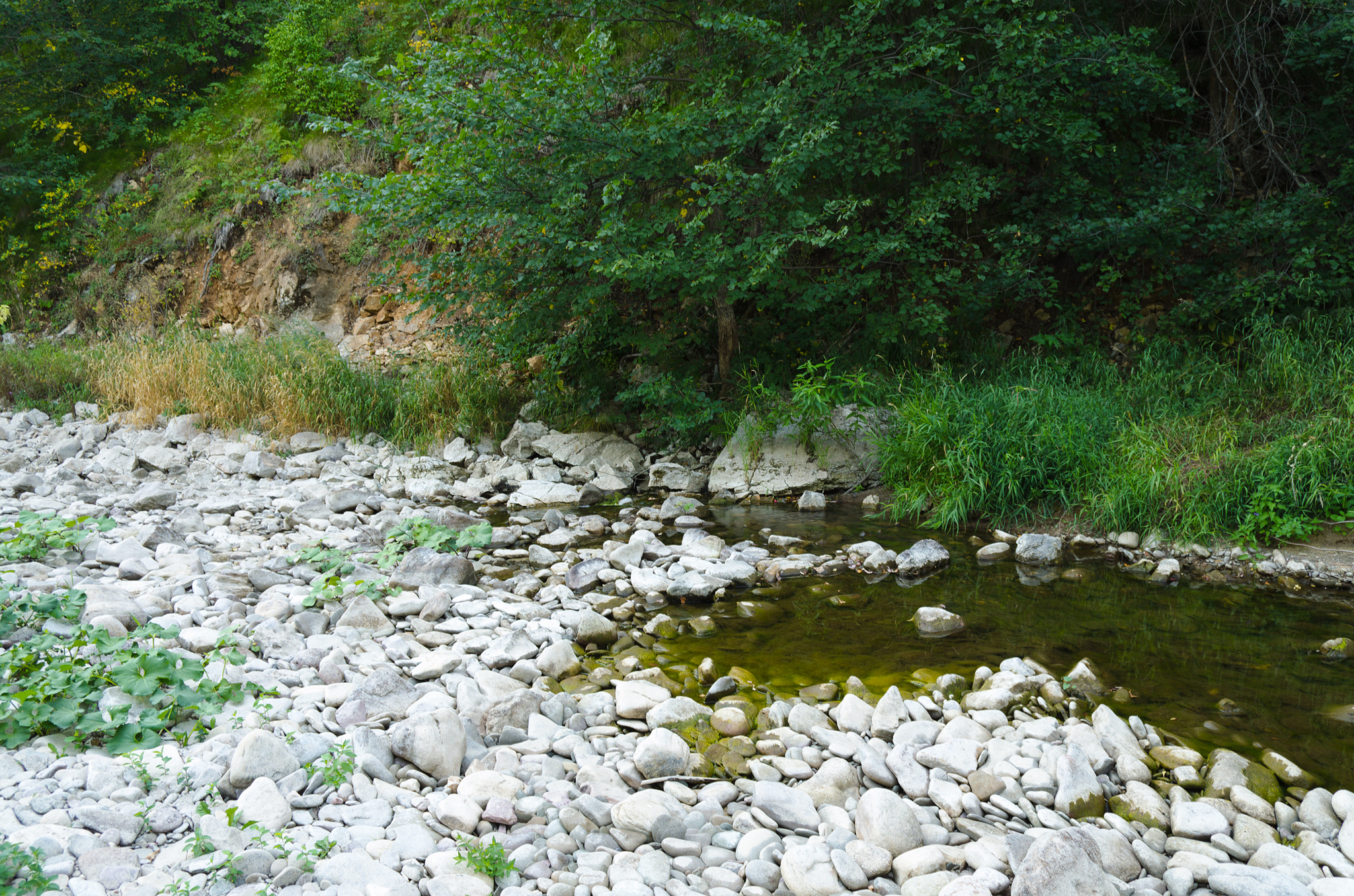
«Лето. Сиказа уходит в поноры»

Летом, при снижении объёма водотока, русло пересыхает и река уходит под карст, выходя недалеко от знаменитой скалы Калим-ускан, где находится пещера Салавата Юлаева.
В 1940 году в этих местах режиссёром Я.Протазановым был снят художественный фильм «Салават Юлаев». В пещере под скалой Калим-ускан скрывался герой фильма, его жена Амина переходила через речку Сиказя, чтобы проведать его. С тех пор это место стали связывать с именем национального героя Башкортостана.